# Старе Осечно
Старе Осечно (пол. Stare Osieczno) — село в Польщі, у гміні Добеґнев Стшелецько-Дрезденецького повіту Любуського воєводства.
Населення — 120 осіб (2011).
У 1975-1998 роках село належало до Гожовського воєводства.

## Демографія
Демографічна структура станом на 31 березня 2011 року:
|          | Загалом | Допрацездатний вік | Працездатний вік | Постпрацездатний вік |
| -------- | ------- | ------------------ | ---------------- | -------------------- |
| Чоловіки | 68      | 10                 | 52               | 6                    |
| Жінки    | 52      | 8                  | 29               | 15                   |
| Разом    | 120     | 18                 | 81               | 21                   |